# Selenogyrus austini
Selenogyrus austini là một loài nhện trong họ Theraphosidae.
Loài này thuộc chi Selenogyrus. Selenogyrus austini được miêu tả năm 1990 bởi Smith.